# Rocío Sánchez Moccia
Rocío Sánchez Moccia (Buenos Aires, 2 agosto 1988) è una hockeista su prato argentina, di ruolo centrocampista, vincitrice di due argenti ed un bronzo olimpico.
Insieme al pallavolista Luciano De Cecco è stata scelta dal Comitato Olimpico Argentino come portabandiera nella cerimonia di apertura dei Giochi della XXXIII Olimpiade.

## Palmarès
- Giochi olimpici

Londra 2012: argento.
Tokyo 2020: argento.
Parigi 2024: bronzo.
- Campionato mondiale

L'Aia 2014: bronzo.
Terrassa/Amstelveen 2022: argento.
- Hockey World League

Rosario 2014-2015: oro.
- Champions Trophy

Amstelveen 2011: argento.
Rosario 2012: oro.
Mendoza 2014: oro.
Londra 2016: oro.
Changzhou 2018: bronzo.
- Giochi panamericani

Guadalajara 2011: argento.
Toronto 2015: argento.
Santiago 2023: oro.
- Coppa panamericana

Hamilton 2009: oro.
Mendoza 2013: oro.
Lancaster 2017: oro.
Santiago 2022: oro.